# Bariq
Bariq (Arabisch: بارق) is een stad in Saoedi-Arabië. Het heeft een oppervlakte van 2500 km² en had in 2010 50,113 inwoners. De stad is gelegen op 499 meter boven zeeniveau.

## Geschiedenis

### Pre-islam
Opgravingen suggereren dat Bariq rond 250 voor onze jaartelling is gesticht. Anderen menen dat Bariq gesticht is door de Jemenitische Bariq-stam (بني بارق), die centraal Jemen verliet om zich in "Tihama" te vestigen na de vernieling van de Marib-dam in Jemen.

### Eerste Wereldoorlog en de Hasjemieten
Gedurende de Eerste Wereldoorlog riep de sjarief van de Hidjaz, Hoessein ibn Ali, een revolutie uit tegen het Ottomaanse Rijk met als doel onafhankelijk te worden van de Ottomanen en een eenheidsstaat te creëren in het gebied tussen Aleppo in Syrië tot Aden in Jemen.
Hoessein riep het Koninkrijk Hidjaz uit. Later geraakte hij in oorlog met Abdoel Aziz al Saoed, de toenmalige sultan van Nejd, als gevolg waarvan hij Asir verloor. Hoessein trad af ten gunste van zijn zoon Ali, maar dat kon niet voorkomen dat Bariq enkele jaren na Asir zou vallen.

### Koninkrijk Saoedi-Arabië
Sinds november 1924 valt Bariq onder de regering van de familie Al-Saoed. De belangrijke rol van de stad in de politiek op het schiereiland was vanaf dat moment uitgespeeld: Bariq werd een onderdeel van de provincie Asir. Economisch is de stad belangrijk gebleven en vanuit het oude stadscentrum Sahil uitgegroeid richting het noorden en het zuiden.

## Bevolking
- 1800 - 30.000
- 1916 - 45.000[1]
- 1970 - 50.000[2]
- 1974 - 50.000[3]
- 2010 -  50.113

Abha · Al-Bahah · Bariq · Buraidah · Dammam · Dhahran · Hail · Jeddah · Jizan · Jubail · Al-Kharj · Khobar · Medina · Mekka · Najran · Riyad · Tabuk · Taif · Unayzah · Yanbu
Saoedi-Arabië · Provincies